# 1793 Zoya
Zoya (asteróide 1793) é um asteróide da cintura principal, a 2,0082968 UA. Possui uma excentricidade de 0,097059 e um período orbital de 1 211,54 dias (3,32 anos).
Zoya tem uma velocidade orbital média de 19,97139924 km/s e uma inclinação de 1,50843º.
Esse asteróide foi descoberto em 28 de Fevereiro de 1968 por Tamara Smirnova.